# I Am Jonas
I Am Jonas is een Franse coming of age-film uit 2018 onder een regie van Christophe Charrier. Hoofdrollen worden gespeeld door Félix Maritaud, Nicolas Bauwens, Tommy-Lee Baik en Ilian Bergala. Alternatieve titels zijn Jonas en Boys.

## Verhaal
In tegenstelling tot onderstaande beschrijving verspringt het verhaal in de film continu van het verleden naar het heden en terug.
Het is de eerste schooldag van het schooljaar 1997-1998. De vijftienjarige Jonas krijgt al snel aandacht van Nathan, een nieuwe jongen in zijn klas. Ze krijgen gevoelens voor elkaar en starten een relatie. Nathan heeft een Nintendo Game Boy en leert Jonas het spel Tetris. Hij krijgt de console van Nathan cadeau. Tijdens een weekend gaat Jonas overnachten bij Nathan. 's Avonds brengt de hoogzwangere moeder van Nathan de jongens naar de bioscoop. Onderweg passeren ze het pretpark Magic World. De moeder zegt dat Nathan het litteken in zijn wang in dat pretpark heeft opgelopen, terwijl de jongen eerder aan Jonas verklaarde dat dit werd veroorzaakt door een pedofiele priester. Nadat de bioscoopfilm is beëindigd, heeft Nathan een bericht ontvangen van zijn moeder: zij is opgenomen in het ziekenhuis omdat ze moet bevallen van een zoon die ze Léonard zal noemen. De jongens beslissen daarop om naar de lokale homobar "Boys" te gaan. Omdat ze minderjarig zijn, mogen ze niet binnen. Dit wordt opgemerkt door een andere man. Hij stelt voor om naar een homobar te gaan waar er geen leeftijdscontrole is. De jongens stappen in zijn auto. Nathan wordt argwanend omdat de rit te lang duurt en smeekt de bestuurder om hen uit de auto te laten. De chauffeur slaat daarop Nathan bewusteloos. Jonas trekt de handrem op en kan ontsnappen. 
Vijftien jaar later is Jonas een getraumatiseerde man die verslaafd is aan sigaretten en het spel Tetris dat hij speelt op de verouderde Game Boy van destijds. Hoewel hij een relatie heeft met Sam bedriegt hij hem regelmatig wat leidt tot een breuk. Daar Jonas nergens terecht kan, boekt hij een kamer in een hotel. Daar heeft hij een gesprek met baliebediende Léonard. Léonard neemt Jonas mee naar een café. De volgende dag ontwaakt Jonas niet wetende wat er de vorige avond is gebeurd en waar hij is. Hij is verbaasd wanneer hij in dat huis de moeder van Léonard ontmoet. Zij herkent Jonas als de vroegere vriend van haar nog steeds vermiste zoon Nathan, wat wil zeggen dat Léonard de broer is van Nathan. Jonas biecht nu op dat hij destijds tegen de politie loog. Hij verklaarde dat de bestuurder hem uit de auto zette en met Nathan verder reed. Sindsdien heeft hij schuldgevoelens omdat hij misschien Nathan had kunnen redden, mocht hij niet uit de auto zijn gevlucht. Nathans moeder vergeeft hem omdat Jonas toen maar vijftien jaar was. Ook Léonard vergeeft hem want als Jonas niet was gevlucht, was hij nu misschien ook vermist en mogelijk dood. Léonard heeft een oplossing voor het verblijfsprobleem van Jonas. Onderweg passeren ze Magic World. Jonas kan Léonard overtuigen om het pretpark te bezoeken.

## Rolverdeling
| Acteur           | Personage         | Opmerking      |
| ---------------- | ----------------- | -------------- |
| Félix Maritaud   | Jonas Cassetti    | als volwassene |
| Nicolas Bauwens  | Jonas Cassetti    | als adolescent |
| Tommy-Lee Baïk   | Nathan            |                |
| Aure Atika       | moeder van Nathan |                |
| Marie Denarnaud  | moeder van Jonas  |                |
| Pierre Cartonnet | vader van Jonas   |                |
| Ilian Bergala    | Léonard           |                |
| Ingrid Granziani | Caroline Rivasso  | als volwassene |
| Édith Saulnier   | Caroline Rivasso  | als kind       |
| David Baiot      | Samuel            |                |